# Kościół Zawieszony
Kościół Zawieszony (arab. الكنيسة المعلقة, Al-Kanisa al-Mu'allaka), kościół Najświętszej Marii Panny – koptyjski kościół w Kairze, jeden z najstarszych w Egipcie, którego historia datowana jest na koniec III wieku. 
Nazwa kościół Zawieszony wzięła się z umiejscowienia nawy nad przejściem przez bramę, wiodącej do Fortecy Babilońskiej, rzymskiej fortecy w starym koptyjskim Kairze. Do świątyni wchodzi się przez dwadzieścia dziewięć stopni, stąd w dawnych czasach była też nazywana przez odwiedzających Kair kościołem stopni.
Przyjmuje się, że kościół Zawieszony jest pierwszą świątynią koptyjską zbudowaną w formie bazyliki za patriarchatu koptyjskiego papieża Izaaka z Aleksandrii (689–692). Jest siedzibą papieża Aleksandrii, przywódcy duchowego chrześcijan koptyjskich.

## Architektura
Wejście prowadzi po schodach do przedsionka, wzniesionego w XIX wieku. Nad korytarzem zlokalizowane są pomieszczenia dla mnichów. Nawa główna oddzielona jest kolumnami od naw bocznych, które dawniej zdobiły wizerunki świętych. Za XIII-wieczną marmurową amboną znajdują się trzy prezbiteria. Przed amboną wznosi się trzynaście kolumn, reprezentujących Jezusa i dwunastu apostołów. Typowy dla kościołów koptyjskich jest fakt, że jedna z kolumn, reprezentująca Judasza, jest czarna, zaś inna (reprezentująca św. Tomasza) jest szara.

## Renowacja
Kościół, podobnie jak inne zabytki znajdujące się na gęsto zaludnionych obszarach i ucierpiał poważnie z powodu zanieczyszczenie powietrza, wysokiego poziomu wód gruntowych, wysokiej wilgotności, wycieku wody z przestarzałych i zniszczonych systemów kanalizacyjnych zainstalowanych 100 lat temu, nie wspominając o  trzęsieniu ziemi z 1992 roku, które zwiększyło liczbę pęknięć na ścianach i fundamentach kościoła. Również  fragmenty drewnianego sufitu kościoła były mocno zadymione. W 1997 roku Najwyższa Rada Starożytności (SCA) rozpoczęła kompleksowy projekt odbudowy w celu zachowania koptyjskiego sanktuarium w Egipcie i przywrócenia  mu pierwotnej świetności. Podczas prac renowacyjnych dokonano kilku odkryć. Wśród nich była brama wejściowa do twierdzy babilońskiej i jej przedłużenie pod kościołem, labirynt podziemnych korytarzy, schodów wcześniej używanych do ucieczki z wnętrza kościoła na ulicę.
W 2014 roku kościół został otwarty przez premiera Ibrahima Mahlaba i Towadrosa II po 16 latach prac konserwatorskich. Koszt wyniósł 101 milionów funtów egipskich, przywracając budynkowi z IV wieku jego pierwotny wygląd. Prace konserwatorskie były prowadzone w trzech fazach, wpierw zmniejszono wyciek wody i wzmocniono fundamenty kościoła oraz znajdującą się pod nim fortecę, aby uchronić je przed ewentualnymi przyszłymi uszkodzeniami. Ściany zostały wzmocnione, brakujące i uszkodzone kamienie zostały wymienione, a mury oczyszczone i odsolone. Dekoracje i ikony kościoła zostały również poddane renowacji we współpracy z rosyjskimi ekspertami. Zainstalowano również nowe systemy oświetleniowe i wentylacyjne.